# Гвардејск
Гвардејск (рус. Гвардейск) град је у Калињинградској области у Русији, смештен на десној обали реке Прегоље, 38 километара источно од Калињинграда.
- Број становника: 14572, по попису из 2002. године.
- Позивни број: 01159
- Географска ширина: 54°39' с. ш.
- Географска дужина: 21°04' и. д.

Гвардејск се први пут помиње 1255. године, као тврђава Пруса. Тевтонски витезови су ту изградили своје упориште крајем 13. века.
У граду постоји једна црква из 1502. године,
Град је прешао под совјетску власт 1945. године

## Становништво
| 1939. | 1959. | 1970.  | 1979.  | 1989.  | 2002.  | 2010.  |
| ----- | ----- | ------ | ------ | ------ | ------ | ------ |
| 9.326 | 7.560 | 10.544 | 10.819 | 11.904 | 14.572 | 13.899 |

## Партнерски градови
- Басум